# 日本海軍三長官
海軍三長官（かいぐんさんちょうかん）是大日本帝國海軍中三個主要幹部職位的合稱。

## 概要
日本海軍的三長官為以下三個職位的合稱
- 海軍大臣
- 軍令部總長
- 聯合艦隊司令長官

最初軍令部的最高職位的軍令部長。在1933年（昭和8年）因軍令部條例修訂及將其權限擴大，軍令部長改稱為軍令部總長。在條例修訂其間，身為皇族的軍令部長伏見宮博恭王與東鄉平八郎並列為元帥，發揮著極大的作用。而伏見宮在山本權兵衛在生時的海軍內也有一定份量，在昭和期關於海軍方針與最高人事的事情，慣例上需請示伏見宮並得其同意。
海軍大臣在傳統上為海軍的最高指導者，並不像陸軍三長官於三長官會議有決定性的作用。這習慣從沒改變，而在海軍內只容許海軍大臣參與政治。

## 其他
- 永野修身為擁有海軍三長官全部職位經驗的人物。